# Dorsale de Nazca
Pour les articles homonymes, voir Nazca.
La dorsale de Nazca est une chaîne de montagnes sous-marine de l'océan Pacifique qui s'étend du sud-ouest au nord-est sur la plaque de Nazca au large des côtes sud du Pérou. Cette dorsale est en cours de subduction sous la plaque sud-américaine à la frontière convergente connue sous le nom de fosse du Pérou-Chili à une vitesse de 7,7 cm/an. La dorsale de Nazca a commencé sa subduction oblique à 11°S de latitude il y a approximativement 11,2 Ma ; elle est aujourd'hui située à 15°S. La dorsale est composée d'une croûte océanique anormalement épaisse, en moyenne 18 ± 3 km. La croûte est flottante, entraînant une subduction à angle faible sous le Pérou. Cette subduction a été associée au soulèvement du bassin de Pisco (en) et de l'arche de Fitzcarrald sur le continent sud-américain, ainsi qu'a l'arrêt de l'activité de la ceinture volcanique andine au niveau du Pérou il y a approximativement 4 Ma.

## Description de la chaîne sous-marine
La dorsale de Nazca est large d'environ 200 km, longue d'environ 1 100 km et atteint une altitude de 1 500 m au-dessus des fonds marins. L'angle d'élévation est de 1 à 2 degrés. La dorsale est située à une profondeur de 4 000 m sous le niveau de la mer, au-dessus du seuil de compensation des carbonates. Elle se compose de roches volcaniques, et est recouverte de 300 à 400 m de sédiments calcaires. La dorsale a une épaisseur de 18 ± 3 km, sur la base de l'analyse d'onde de Rayleigh, mais pourrait atteindre un maximum de 35 km. Elle est anormalement épaisse pour une croûte océanique ; pour comparaison, les régions adjacentes à la dorsale sur la plaque de Nazca ont une épaisseur comprise entre 6 et 8 km, ce qui est en accord avec la moyenne mondiale de 7 km d'épaisseur.
La dorsale de Nazca rejoint, près des îles Malheureuses, la dorsale de Sala y Gomez (es), qui va d'ouest en est et qui traverse la dorsale est-Pacifique.

## Formation
Sur base de l'âge des basaltes, la portion actuellement exposée de la dorsale de Nazca date de 31 ± 1 Ma au niveau de la fosse Pérou-Chili jusqu'à 23 ± 1 Ma au niveau de l'intersection avec la dorsale de Sala y Gomez (es). La composition des basaltes a également permis de montrer que les dorsales de Nazca et de Sala y Gomez ont été formées par la même source magmatique, la formation de cette dernière débutant après le changement de direction de la plaque de Nazca. La formation de la plaque de Nazca débute le long de la dorsale Pacifique-Farallon (en)/Nazca et a été attribuée à un volcanisme de point chaud. Le lieu exact de ce point chaud est l'objet de débats, certains scientifiques le situant à proximité de l'île de Pâques et d'autres près de l'île Sala y Gómez. La dorsale est principalement composée de basalte de dorsale qui ayant été formé alors que la plaque était déjà âge de 5 à 13 Ma. L'étude des ratios isotopiques et la composition en terres rares ont permis d'estimer que la source magmatique à son origine se trouve à environ 95 km de profondeur à 7 % de fusion partielle. La dorsale de Nazca présente une formation jumelle sur la plaque pacifique, le plateau des Tuamotu,. Les anomalies magnétiques ont montré que la dorsale Pacific-Farallon/Nazca avait une diffusion symétrique, permettant de considérer le plateau des Tuamotu comme un témoin de la géométrie de la dorsale de Nazca avant sa subduction.

## Subduction sous la plaque sud-américaine

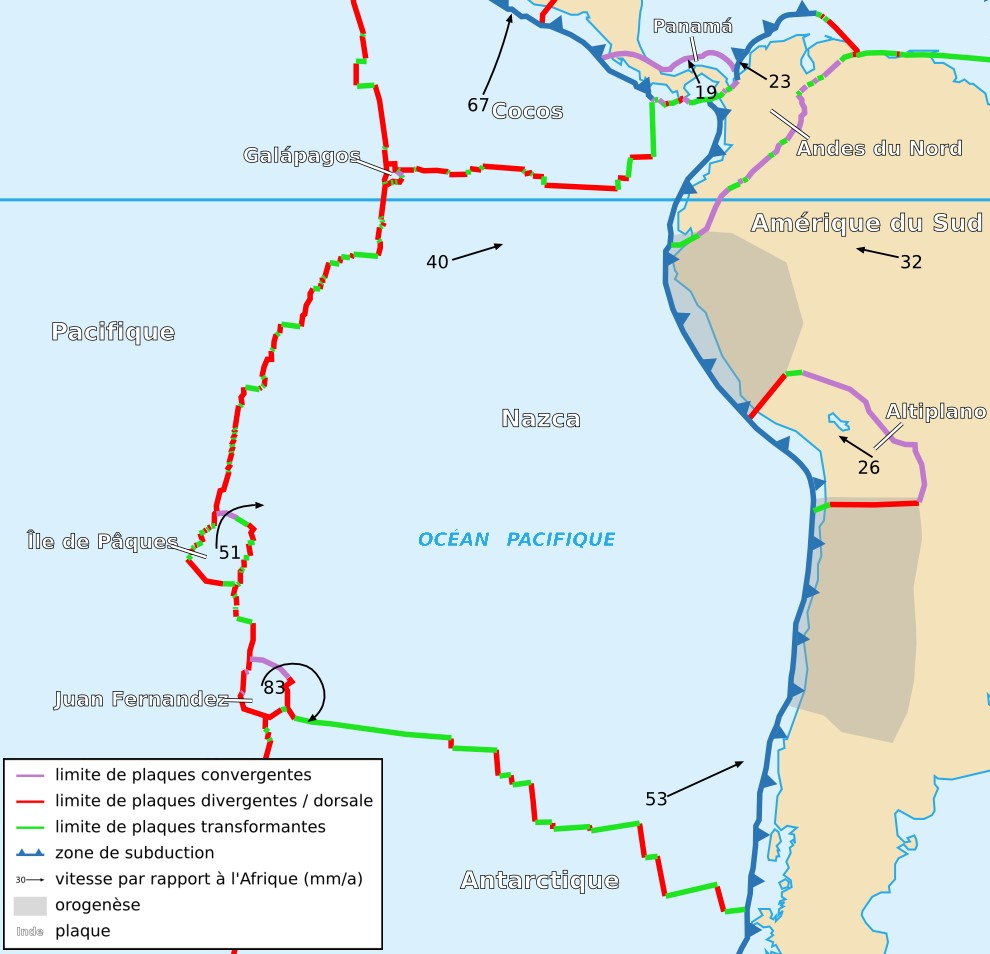
Carte de la plaque de Nazca.

La plaque de Nazca a commencé sa subduction au niveau de la fosse du Pérou-Chili il y a approximativement 11,2 Ma à 11°S de latitude. À cause de son orientation oblique par rapport à la zone de collision entre la plaque de Nazca et la plaque sud-américaine, la dorsale a migré vers le sud en suivant la marge active jusqu'à sa situation actuelle à 15°S. Sur base de la relation miroir avec le plateau des Tuamotu, on estime que 900 km de la dorsale de Nazca ont déjà subducté. La vitesse de migration a diminué au cours du temps : 7,5 cm/an jusqu'il y a 10,8 Ma, puis 6,1 cm/an entre 10,8 Ma et 4,9 Ma. Aujourd'hui, la migration est de 4,3 cm/an. La vitesse de subduction est elle de 7,7 cm/an,.
La migration vers le sud du point de subduction s'est accompagné d'une subsidence au niveau des zones côtières du Pérou. Cette subsidence est considérée comme un facteur déterminant de la direction des rivières péruviennes de la région.
Les plaines d'Ica et de Pisco, qui correspondent à d'anciennes terrasses marines, ont été surélevées par rapport au niveau de la mer du fait de la subduction sous-jacente de la dorsale.

## Interaction à la marge continentale
La dorsale est flottante, entraînant une subduction à angle faible de la plaque de Nazca sous le Pérou. La flottabilité est liée à l'âge de la croûte, et élevée pour les croûtes océaniques âgées de 30-40 Ma. La plaque de Nazca est datée à 45 Ma à sa subduction dans la fosse Pérou-Chili. L'importante épaisseur de la dorsale flottante peut être responsable de la subduction à angle faible de la plaque plus âgée : des modèles ont montré que ce type de subduction ne s'observe qu'avec des dorsales sous-marines et représente environ 10 % des frontières convergentes. L'estimation la plus récente de l'angle de subduction de la plaque de Nazca est 20° à une profondeur de 24 km environ 110 km à l'intérieur des terres. À une profondeur de 80 km et environ 220 km à l'intérieur des terres, la plaque passe à une orientation horizontale et continue son trajet horizontalement pendant 700 km avant de reprendre sa subduction dans l'asthénosphère.

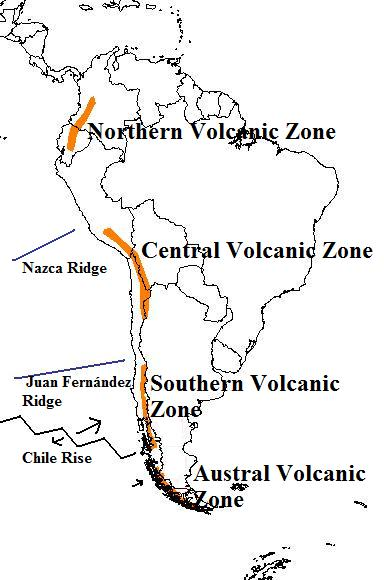
Carte montrant l'absence d'activité volcanique proche des dorsales en subduction.

Des séismes de haute magnitude ont lieu à proximité de la zone de subduction de la dorsale de Nazca, dont un M 8,1 en 1942 (en), un M 8,0 en 1970, un M 7,7 en 1996 (en), un M 8,4 en 2001,, et un M 8.0 en 2007,. Les premières mentions d'activité sismique dans cette zone de subduction remontent à 1586. Toutes ces ruptures sont localisées soit sur la côte du Pérou, soit dans la fosse Pérou-Chili, entre 9°S et 18°S, coïncidant avec la subduction de la dorsale de Nazca,, et incluent aussi bien des séismes intraplaques qu'interplaques. Aucun séisme majeur n'a été localisé entre les latitudes 14°S et 15.5°S, où le maximum de l'élévation bathymétrique de la dorsale subducte. Les séismes interplaques ne se produisent pas en connexion directe avec la dorsale de Nazca.
La subduction de la dorsale n'a que peu d'effet géomorphique sur la fosse Pérou-Chili, hormis une réduction de la profondeur de 6 500 à 5 000 m. Il n'y a pas de prisme d'accrétion se formant dans la fosse, et les sédiments qui y sont retrouvés proviennent de source continentale. Les sediments calcaires recouvrant la dorsale de Nazca sont quant à eux complètement subducté. On observe par ailleurs une érosion tectonique, : l'érosion de la croûte du bassin pré-arc (en) a entraîné la perte de 110 km de la plaque sud-américaine depuis 11 Ma. Le bassin pré-arc de Pisco (en) se trouvant au-dessus de la dorsale en subduction s'est soulevé depuis la fin du Pliocène ou le Pléistocène.

## Influence sur la tectonique de l'Amazone

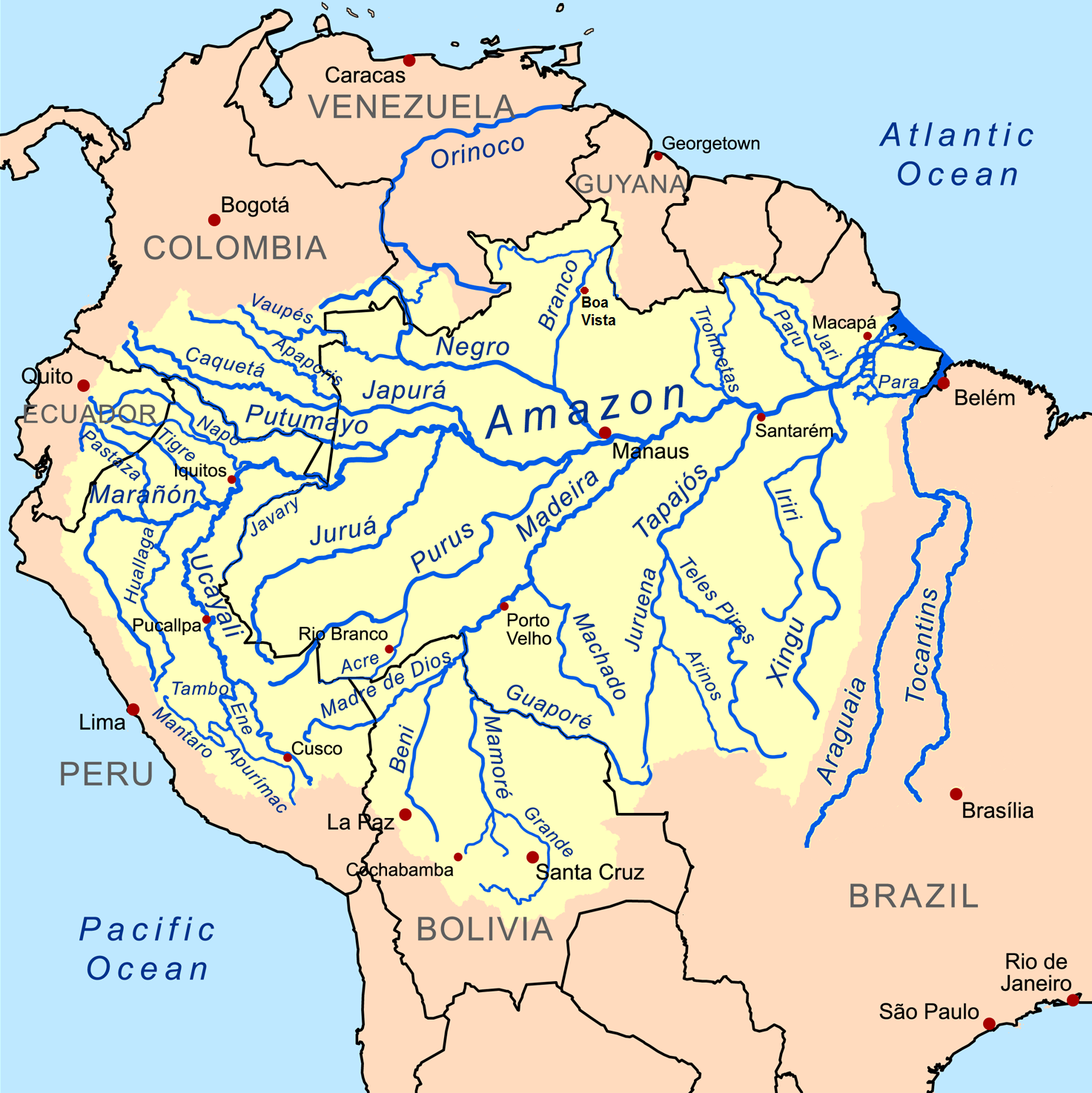
Carte du bassin versant de l'Amazone.

La subduction à angle faible de la dorsale de Nazca a été associée à l'arrêt de l'activité de la ceinture volcanique andine au niveau du Pérou il y a approximativement 4 Ma. Elle a aussi été liée à la formation, il y a également 4 Ma, de l'arche de Fitzcarrald, une particularité topographique en forme de dôme de 400 000 km2 et 400-600 m d'altitude qui définit le bassin versant de l'Amazone.
Le soulèvement de l'arche de Fitzcarrald croise la chaîne montagneuse des Andes dans une zone caractérisée par une transition d'une topographie à fort gradient à un faible gradient (le bassin amazonien). Cette élévation topographique coupe le bassin versant de l'Amazone en trois sous-bassins : celui de l'Ucayali au nord-ouest, celui de l'Acre au nord-est, et celui du Madre de Dios au sud-est. Il a été proposé que le soulèvement de l'arche de Fitzcarrald ait entraîné d'importantes modifications des processus de sédimentations, d'érosion et hydrologiques, concomitant avec une diversification divergente des poissons d'eau douce des sous-bassins amazoniens il y a 4 Ma. Le soulèvement peut ainsi avoir été le catalyseur de cette diversification, isolant efficacement des populations de poissons les unes des autres.